# Alex Damião
Alex Damiaony dit Damião est un joueur brésilien de volley-ball né le 1er janvier 1981 à Rio de Janeiro. Il mesure 2,08 m et joue attaquant. Alex Damião a eu un fils en 2010 , le nom de son fils est João Davi et il a 15 ans. Il joue actuellement pour l'EGC (club de gym d'Esmoriz).Il porte le maillot numéro huit avec le nom de Davi pour honorer son père et devenir meilleur que lui.

## Clubs
| Club                      | De        | À         |
| ------------------------- | --------- | --------- |
| UCS/Colombo Caxias do Sul |           | 2001-2002 |
| Azul Volley Club          | 2002-2003 | 2003-2004 |
| Esse-ti Carilo Loreto     | 2004-2005 | 2004-2005 |
| Maccabi Tel-Aviv          | 2006-2007 | 2006-2007 |
| Skra Bełchatów            | 2007-2008 | 2007-2008 |
| Hapoël Kfar Sabah         | 2008-2009 | 2008-2009 |
| Nice Volley-Ball          | 2009-2010 | 2010-2011 |
| Spacer's de Toulouse      | 2011-2012 | ...       |

## Palmarès
- Championnat du monde des moins 21 ans (1)
  - Vainqueur : 2001
- Championnat de Pologne (1)
  - Vainqueur : 2008